# Dobiesz
Dobiesz – wieś sołecka w Polsce położona w województwie mazowieckim, w powiecie piaseczyńskim, w gminie Góra Kalwaria.
| SIMC    | Nazwa           | Rodzaj    |
| ------- | --------------- | --------- |
| 0001732 | Dobiesz-Parcela | część wsi |
| 0001749 | Wola Dobieska   | część wsi |

Wieś szlachecka położona była w drugiej połowie XVI wieku w powiecie czerskim  ziemi czerskiej województwa mazowieckiego. W latach 1975–1998 miejscowość administracyjnie należała do województwa warszawskiego.